# Индаур
Инда́ур (маратхи इंदूर, также Инду́р от хинди इंदौर Индо́ро файле) — второй по величине город индийского штата Мадхья-Прадеш. Расположен в природном регионе Малва, на западе центральной части штата, в 190 км к западу от города Бхопал. Административный центр одноимённого округа. Население по данным на 2011 год составляет 1 960 631 человек.

## История
Город был основан в XVIII в. Ахилией Бай — снохой главы Холкарской династии Малхара Рао. Долгое время был столицей одноимённого княжества. 

## География и климат
Индаур расположен в западной части штата Мадхья-Прадеш у слияния рек Кхам и Сарасвати. Город раскинулся на ровном плато на высоте около 550 метров над уровнем моря, с юга ограничен грядой Ярди.
Климат
Индаур расположен на границе зон влажного субтропического и тропического климата саванн. Выделяют 3 сезона: летний, сезон муссонов и зимний. Летний сезон начинается с середины марта с самыми высокими температурами в апреле и мае (достигают 42-22°С); отличается очень низким уровнем осадков. Сезон муссонов начинается с конца июня, со средними температурами около 26°С. Зимний сезон начинается с середины ноября, отличается низким уровнем осадков, температуры могут опускаться до 2-4°С. Среднегодовой уровень осадков: 1062 мм.
| Показатель                    | Янв. | Фев. | Март | Апр. | Май  | Июнь | Июль | Авг. | Сен. | Окт. | Нояб. | Дек. | Год  |
| ----------------------------- | ---- | ---- | ---- | ---- | ---- | ---- | ---- | ---- | ---- | ---- | ----- | ---- | ---- |
| Абсолютный максимум, °C       | 33,7 | 36,6 | 40,5 | 43,4 | 47,5 | 43,9 | 38,3 | 35,6 | 38,5 | 37,5 | 34,6  | 31,3 | 47,5 |
| Средний суточный максимум, °C | 25,5 | 28,8 | 34,3 | 38,7 | 40,4 | 36,2 | 30,3 | 28,2 | 30,9 | 32,4 | 29,7  | 26,9 | 31,9 |
| Средняя температура, °C       | 18,0 | 20,2 | 25,3 | 30,0 | 32,4 | 30,1 | 26,5 | 25,1 | 26,0 | 25,3 | 21,8  | 18,8 | 25,0 |
| Средний суточный минимум, °C  | 4,2  | 11,4 | 16,2 | 21,2 | 24,4 | 24,1 | 22,6 | 21,9 | 21,1 | 18,1 | 12,2  | 8,6  | 17,9 |
| Абсолютный минимум, °C        | −0,5 | 1,0  | 6,1  | 10,8 | 12,3 | 15,0 | 17,3 | 18,5 | 13,0 | 8,2  | 3,9   | −0,1 | −0,5 |
| Норма осадков, мм             | 4    | 3    | 1    | 3    | 11   | 136  | 279  | 360  | 185  | 52   | 21    | 7    | 1062 |
| Источник:                     |      |      |      |      |      |      |      |      |      |      |       |      |      |

## Население
| Религии в Индауре                                              | Религии в Индауре | Религии в Индауре | Религии в Индауре | Религии в Индауре |
| Религия                                                        |                   |                   | Процент           |                   |
| -------------------------------------------------------------- | ----------------- | ----------------- | ----------------- | ----------------- |
| индуизм                                                        |                   |                   | 80 %              |                   |
| ислам                                                          |                   |                   | 14 %              |                   |
| джайнизм                                                       |                   |                   | 3 %               |                   |
| другие†                                                        |                   |                   | 3 %               |                   |
| Распределение верующих †Включают сикхов (1%), буддисты (<0,5%) |                   |                   |                   |                   |

По данным переписи Индии 2011 года численность населения города - 1 960 631 человек. Уровень грамотности — 87,38 % (91,84 % мужчин и 82,55 % женщин). На каждые 1000 мужчин приходится 921 женщина. Доля детей младше 6 лет — 11,48 %.

## Экономика
В настоящее время Индаур является важным деловым центром региона. В городе располагаются крупные производители стали и автомобилей. Другие значимые отрасли промышленности включают производство цемента, черепицы, мебели, товаров для спорта, текстильную и химическую промышленности.

## Транспорт
Аэропорт Индаура (Devi Ahilyabai Holkar Airport) расположен в 8 км к юго-востоку от города, обслуживает только местные рейсы по таким направлениям как Дели, Мумбаи, Бхопал, Бангалор, Хайдерабад, Пуна, Калькутта и др. города.
Через город проходят национальные трассы № 3, 59 и 59А, которые соединяют Индаур с соседними регионами страны. Кроме того, город соединён железными дорогами с другими городами Северной Индии. Городской транспорт включает автобусы, моторикши и такси.

## Известные уроженцы
- Салман Хан — индийский актёр.
- Лата Мангешкар — индийская певица.

## Галерея

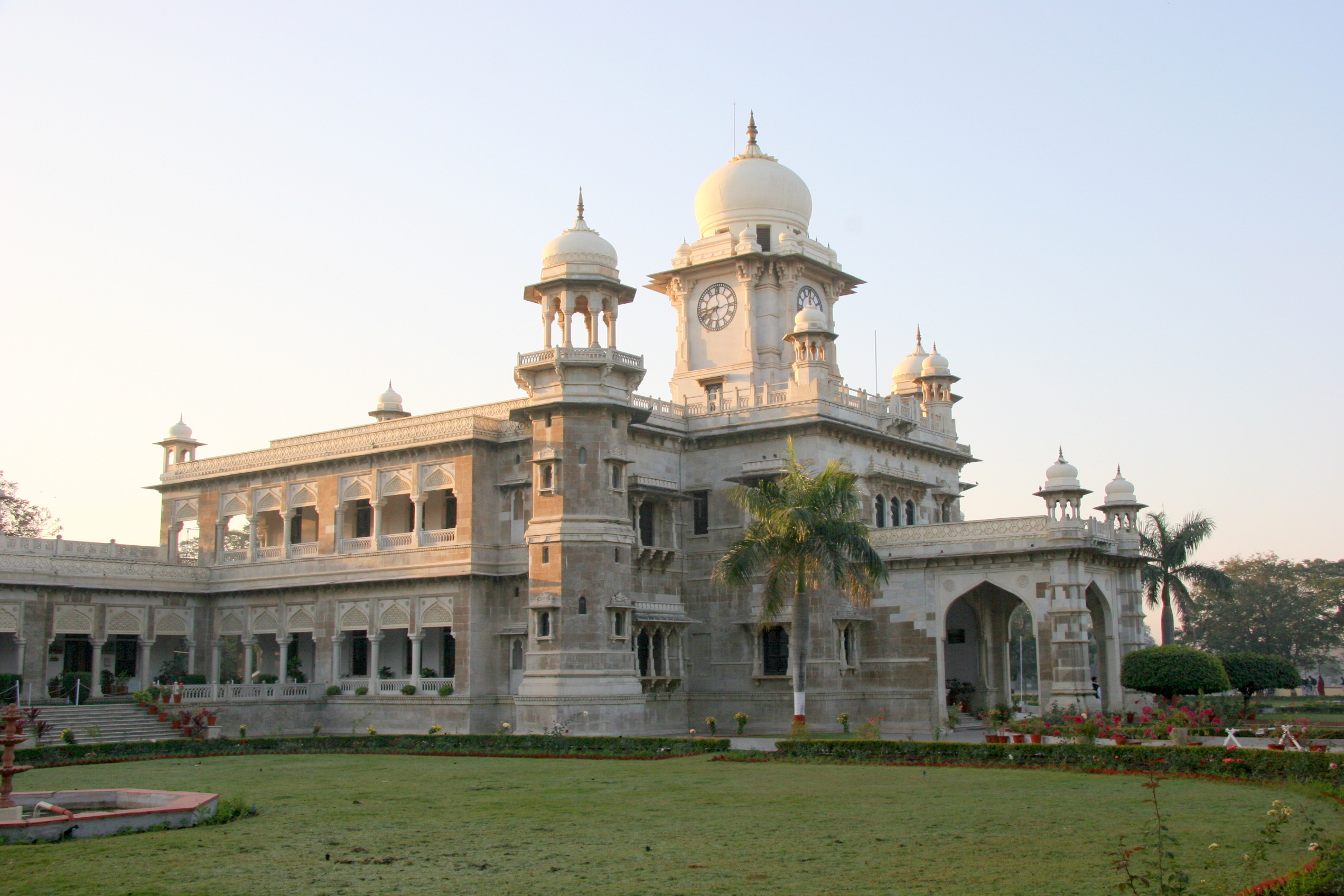
Daly College
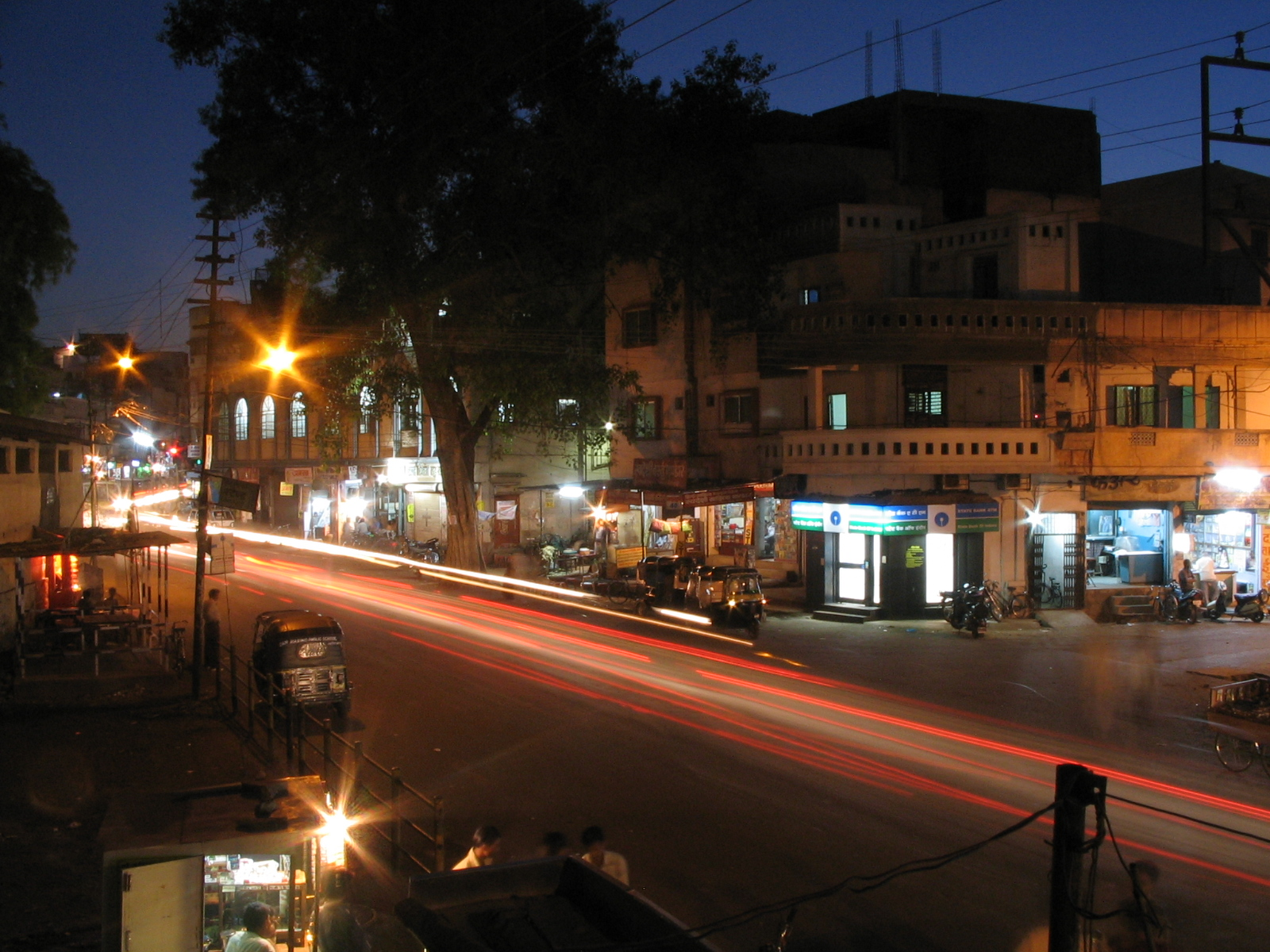
Одна из улиц города